# Primera División A de béisbol
La Primera División A de la Liga Nacional de Béisbol es la segunda división de la Liga Española de Béisbol, por detrás de la División de Honor de la Liga Nacional de Béisbol. 
Anteriormente al año 2000 se denominaba Segunda División. La división inferior a ésta es la Primera División B de Béisbol.

## Equipos
Esta división la componen 38 equipos en 7 grupos:
- Norte. 5 equipos
- Noroeste. 6 equipos
- Noreste. 8 equipos
- Centro. 4 equipos
- Este. 4 equipos
- Sureste. 5 equipos
- Sur. 6 equipos